# Stazione di Mules
La stazione di Mules (in tedesco Mauls) è una fermata ferroviaria fuori servizio posta sulla linea Brennero-Bolzano. Serviva il centro abitato di Mules, frazione di Campo di Trens (BZ).

## Storia

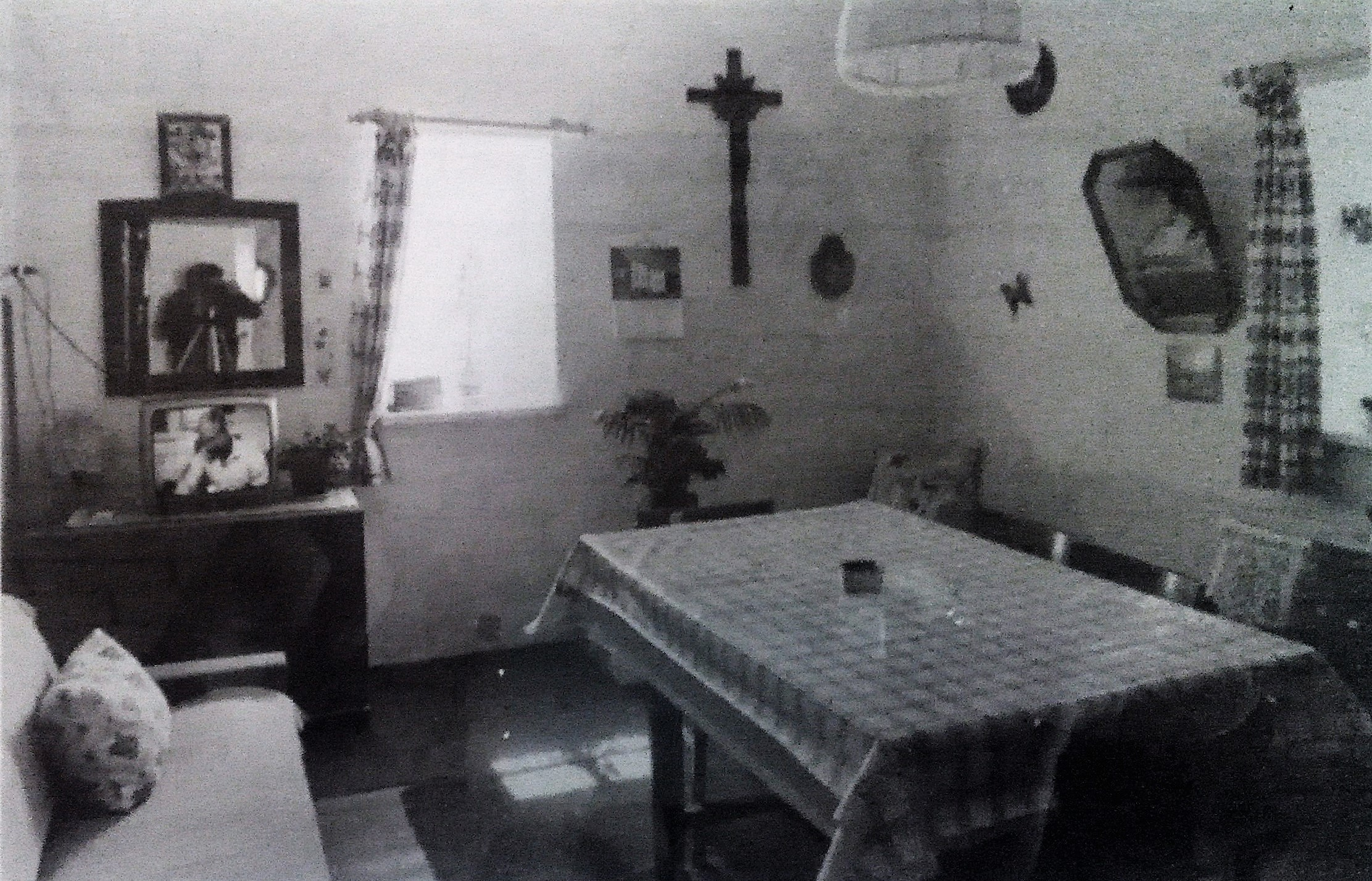
L'interno del casello ferroviario.

La fermata di Mules in origine era priva di fabbricato viaggiatori (l'unico edificio esistente in loco era un casello ferroviario); tale struttura fu successivamente aggiunta sotto forma di una piccola capanna in legno. Nel 1928, a poca distanza dal sedime, fu costruito un ulteriore alloggio per il personale ferroviario. Al 2015 la stazione, pur ancora attraversata dalla ferrovia del Brennero, è senza traffico.

## Strutture e impianti
Il fabbricato viaggiatori ligneo è stato abbattuto dopo il 1992; sopravvivono il casello ferroviario e l'abitazione a due piani ad uso dei dipendenti delle ferrovie (costruita nel 1928 su progetto di Angiolo Mazzoni), entrambi trasformati in abitazioni private.